# 北京国际建材展
北京国际建材展暨设计博览会（Beijing International Home Decoration Exhibition & Design Expo，BIHD），简称北京国际建材展，是一个由北京居然之家投资控股集团有限公司和中国国际展览中心集团公司联合主办、北京中展居然国际展览有限公司承办的家装建材品牌博览会，每年9月在北京•中国国际展览中心（新馆）举办。展方称该展是以“设计+品牌”为导向的家装建材品牌博览会